# Herpetogramma mutualis
Herpetogramma mutualis là một loài bướm đêm trong họ Crambidae.